# Juan Pistarini
Juan Pistarini (Victorica, 23 dicembre 1882 – Buenos Aires, 29 maggio 1956) è stato un politico e generale argentino.
È stato vicepresidente dell'Argentina de facto dal 10 ottobre 1945 al 4 giugno 1946.

## Biografia
Era figlio di immigrati italiani, il padre era infatti nato nel comune piemontese di Castellazzo Bormida mentre la madre era genovese. Pistarini si diplomò presso il Collegio Militare della Nazione dopodiché si recò in Europa per studiare ingegneria. Dopo il colpo di stato del 1930 che depose il presidente Hipólito Yrigoyen fu messo a comando del genio. Durante questo mandato furono realizzate alcune importanti infrastrutture a servizio delle forze armate argentine come la sede del Ministero della Guerra, l'Ospedale Militare Centrale, le caserme di Campo de Mayo e la Scuola Aeronautica di Córdoba. In questi stessi anni Pistarini presentò un progetto, approvato con la legge 12.285 del 30 settembre 1935 ma poi temporaneamente cassato, per la costruzione di un grande aeroporto a servizio della capitale Buenos Aires da realizzarsi presso la località di Ezeiza. 
Nel 1937 si recò in Germania per acquistare delle forniture per l'esercito.
Nel 1943 partecipò al colpo di stato che rovesciò il presidente Ramón Castillo. L'11 marzo 1944 Pistarini giurò come ministro dei Lavori Pubblici. Ricoprì per circa nove mesi anche l'incarico di vicepresidente dell'Argentina in seguito alle dimissioni forzate del suo predecessore Juan Domingo Perón. 
Pistarini conservò il suo incarico al ministero dei Lavori Pubblici anche dopo la vittoria di Perón alle elezioni presidenziali del 1946. Fu uno scrupoloso esecutore dell'ambiziosa agenda in materia di opere pubbliche del nuovo presidente argentino. Tra le altre cose supervisionò ed aiutò a pianificare la costruzione o l'espansione di moderne caserme, delle prime autostrade, di colonie e stabilimenti balneari statali, di 11.000 scuole, di 650.000 unità abitative, di impianti di trattamento delle acque, una moderna marina mercantile e del primo aeroporto internazionale della nazione. 
Costretto a dimettersi nel giugno 1952 per motivi di salute, dopo il rovesciamento di Perón nel settembre 1955 gli furono confiscati i beni, fu privato dei gradi e imprigionato a Ushuaia. Il clima rigido della Terra del Fuoco portò ad un peggioramento delle condizioni di Pistarini, che fu trasferito a Buenos Aires, dove morì nell'Ospedale Militare nel 1956.

## Omaggi
Nel 1985 l'aeroporto internazionale di Ezeiza è stato intitolato alla memoria di Juan Pistarini.